# Чжэньань (Ляонин)
Чжэньа́нь (кит. упр. 振安, пиньинь Zhèn'ān) — район городского подчинения городского округа Даньдун (КНР).

## История
24-29 октября 1894 года во время японо-китайской войны в этих местах состоялось сражение под Цзюляньчэном, а в 1904 году во время русско-японской войны — бой на реке Ялу.
Район был образован в 1959 году как Пригородный район. В мае 1980 года был переименован в Чжэньань.

## Административное деление
Район Чжэньань делится на 4 уличных комитета и 5 посёлков.

## Соседние административные единицы
Район Чжэньань граничит со следующими административными единицами:
- Район Чжэньсин (на юго-востоке)
- Полуохватывает район Юаньбао (в центре)
- Городской уезд Дунган (на юго-западе)
- Городской уезд Фэнчэн (на западе)
- Куаньдянь-Маньчжурский автономный уезд (на северо-востоке)
- На востоке район примыкает к государственной границе с КНДР

Кроме того, севернее имеется эксклав района, зажатый между Куандянь-Маньчжурским автономным уездом и границей с КНДР.